# 何伯祥
何伯祥（1203年—1259年），字世麟，金朝末年易州易县（今河北省易县）人。
何伯祥早年在金朝从军，为苗道润部属，后跟随张柔归附成吉思汗。为蒙古帝国攻打河北诸地，下西山诸寨。在保定大败金将王子昌。攻汴梁，拔洛阳，围归德，破蔡州，参与灭金，因功为授易州等处军民总管。1237年，跟随察罕伐南宋，攻破湖北大洪、张家等三十余栅，获战舰千余艘，又破芭蕉、望乡等寨。1252年，在司空寨（今安徽省英山县东）大破宋兵。忽必烈南伐时，他参预军事。1259年，攻南宋鄂州（今湖北省武汉市），多献计，督造鹅车掘城。不久死于军中，追封易国公，谥忠毅。

## 延伸阅读
[在维基数据编辑]
 《元史·卷150》，出自宋濂《元史》
 《新元史/卷148》，出自柯劭忞《新元史》